# Paulin Tasset
Ernest Paulin Tasset, född 15 november 1839 i Paris, död där den 22 november 1921, var en fransk medaljgravör.
Tasset studerade vid École des beaux-arts där, debuterade på salongen 1869 och utförde sedan under flitig verksamhet såväl mynt som medaljer av högt konstnärligt värde (medaljer över Mac-Mahon, påven Leo X med flera). Tasset var även en ansedd lärare; bland hans lärjungar fanns Adolf Lindberg. Han blev medlem av Svenska konstakademien 1883.